# Unión por la Patria (Argentina)
Unión por la Patria (em português: União pela Pátria), por vezes abreviado como UP, é uma coalizão política argentina, de tendência peronista e kirchnerista, criada para participar nas eleições nacionais da Argentina de 2023, sendo sucessora da Frente de Todos.A coalização foi apresentada no dia 14 de junho de 2023, dia em que se apresentaram as alianças eleitorais para a eleição presidencial da Argentina de 2023.

## História

### Contexto
A Coligação Frente para a Vitória, serviu como instrumento político do campo político Kirchnerista entre 2003 e 2017. A aliança Frente de Todos apresentada por Alberto Fernández como seu único candidato nas primárias presidenciais de 2019, nas quais obteve pouco menos de 48% dos votos. Nas eleições gerais subsequentes, Fernández obteve novamente 48% dos votos, contra os 40% do presidente em exercício Mauricio Macri da coligação Juntos por el Cambio, destituindo a administração em exercício e devolvendo os peronistas ao poder após quatro anos na oposição. Fernández, juntamente com sua vice-presidente, a ex-presidente da Argentina Cristina Kirchner, passaram a governar o país pelo período de quatro anos seguinte. Na metade deste mandato, a coalizão Frente de Todos sofreu uma derrota significativa nas eleições legislativas argentinas de 2021, perdendo assentos tanto na Câmara dos Deputados quanto no Senado, e assim perdendo o controle do Congresso pela primeira vez em quase 40 anos.

### Eleições
Em abril de 2023, o presidente Alberto Fernández anunciou que não buscaria a reeleição nas próximas  eleições presidenciais. Nas eleições primárias de agosto daquele ano, Sergio Massa derrotou Juan Grabois  por uma margem de quase 16 pontos percentuais, embora tenha se tornado o pior resultado para uma coalizão peronista no poder desde que o PASO foi implementado pela primeira vez em 2009.
Nos resultados do primeiro turno, o candidato governista da UP, Sérgio Massa, acabou de forma inesperada ficando em primeiro lugar com 36% dos votos, seguido pelo segundo colocado do Liberdade Avança, Javier Milei, que obteve quase 30% dos votos. O resultado foi considerado uma surpresa, visto que a inflação estava quase aos 140% durante a gestão de Massa como ministro da Economia, mas por outro lado, seu afastamento com o Kirchnerismo e por ter admito a má gestão econômico do país poderia ser alguns dos fatores que contribuíram para seu ganho de votos no primeiro turno.

## Partidos membros
| Partido | Partido                                                           | Partido                                          | Líder                   | Ideología | Câmara de Deputados | Senado  | Membros   |
| ------- | ----------------------------------------------------------------- | ------------------------------------------------ | ----------------------- | --- | ------------------- | ------- | --------- |
|         |                                                                   | Partido Justicialista                            | Alberto Fernández       | Peronismo Populismo Facções: Kirchnerismo Menemismo Peronismo Federal Peronismo Ortodoxo Tendência Revolucionária | 91 / 257            | 36 / 72 | 3 204 329 |
|         |                                                                   | Frente Renovador                                 | Sergio Massa            | Peronismo Peronismo federal Desenvolvimentismo                                                                    | 9 / 257             | 0 / 72  | 21 601    |
|         |                                                                   | Kolina                                           | Alicia Kirchner         | Kirchnerismo | 3 / 257             | 0 / 72  | 46 209    |
|         |                                                                   | Frente Patria Grande                             | Juan Grabois            | Humanismo marxistaSocialismo                                                                                      | 3 / 257             | 0 / 72  | 18 105    |
|         |                                                                   | Frente Grande                                    | Mario Secco             | Socialdemocracia                                                                                                  | 2 / 257             | 0 / 72  | 132 255   |
|         |                                                                   | Partido Comunista Revolucionário                 | Juan Carlos Alderete    | Maoismo | 2 / 257             | 0 / 72  | 42 861    |
|         |                                                                   | Nuevo Encuentro                                  | Martín Sabbatella       | Kirchnerismo | 2 / 257             | 0 / 72  | 31 862    |
|         |                                                                   | Partido Solidario                                | Carlos Heller           | Cooperativismo | 2 / 257             | 0 / 72  | 30 952    |
|         |                                                                   | Partido de la Concertación FORJA                 | Gustavo Fernando López  | Radicalismo K | 1 / 257             | 0 / 72  | 23 869    |
|         |                                                                   | Partido de la Victoria                           | Diana Conti             | Kirchnerismo | 0 / 257             | 1 / 72  | 43 999    |
|         |                                                                   | Instrumento Electoral por la Unidad Popular      | Víctor De Gennaro       | Socialismo do século XXI                                                                                          | 0 / 257             | 0 / 72  | 44 357    |
|         |                                                                   | Partido Intransigente                            | Enrique Gustavo Cardesa | Yrigoyenismo | 0 / 257             | 0 / 72  | 37 481    |
|         |                                                                   | Partido Conservador Popular                      | Marco Aurelio Michelli  | Conservadorismo nacional                                                                                          | 0 / 257             | 0 / 72  | 25 120    |
|         | Ficheiro:Partido de la Cultura la Educación y el Trabajo logo.jpg | Partido de la Cultura, la Educación y el Trabajo | Hugo Moyano             | Peronismo | 0 / 257             | 0 / 72  | 23 345    |
|         |                                                                   | Partido del Trabajo y la Equidad                 | Alberto Fernández       | Socialdemocracia                                                                                                  | 0 / 257             | 0 / 72  | 23 150    |
|         |                                                                   | Partido Federal                                  | Daniel Madeo            | Federalismo | 0 / 257             | 0 / 72  | 21 142    |
|         |                                                                   | Partido Comunista                                | Victor Kot              | Marxismo-leninismo                                                                                                | 0 / 257             | 0 / 72  | 13 147    |